# Chiuro
Chiuro – miejscowość i gmina we Włoszech, w regionie Lombardia, w prowincji Sondrio.
Według danych na rok 2004 gminę zamieszkiwały 2493 osoby, 48,9 os./km².